# Markapur
Markapur là một thành phố và khu đô thị của quận Prakasam thuộc bang Andhra Pradesh, Ấn Độ.

## Địa lý
Markapur có vị trí 15°44′B 79°17′Đ / 15,73°B 79,28°Đ Nó có độ cao trung bình là 145 mét (475 feet).

## Nhân khẩu
Theo điều tra dân số năm 2001 của Ấn Độ, Markapur có dân số 58.454 người. Phái nam chiếm 51% tổng số dân và phái nữ chiếm 49%. Markapur có tỷ lệ 63% biết đọc biết viết, cao hơn tỷ lệ trung bình toàn quốc là 59,5%: tỷ lệ cho phái nam là 73%, và tỷ lệ cho phái nữ là 52%. Tại Markapur, 13% dân số nhỏ hơn 6 tuổi.